# Vassjön (Fryksände socken, Värmland)
Vassjön är en sjö i Torsby kommun i Värmland och ingår i Göta älvs huvudavrinningsområde. Sjön är 35 meter djup, har en yta på 1,04 kvadratkilometer och befinner sig 89 meter över havet. Sjön avvattnas av vattendraget Värån.

## Delavrinningsområde
Vassjön ingår i det delavrinningsområde (667659-134317) som SMHI kallar för Utloppet av Vassjön. Medelhöjden är 116 meter över havet och ytan är 6,38 kvadratkilometer. Räknas de 3 avrinningsområdena uppströms in blir den ackumulerade arean 26,38 kvadratkilometer. Värån som avvattnar avrinningsområdet har biflödesordning 3, vilket innebär att vattnet flödar genom totalt 3 vattendrag innan det når havet efter 358 kilometer. Avrinningsområdet består mestadels av skog (77 procent). Avrinningsområdet har 1,29 kvadratkilometer vattenytor vilket ger det en sjöprocent på 6,1 procent.